# چارلز آربوتنوت
چارلز آربوتنوت (انگلیسی: Charles George Arbuthnot; ۱۹ مهٔ ۱۸۲۴ – ۱۴ آوریل ۱۸۹۹) فرد نظامی اهل پادشاهی متحد بریتانیای کبیر و ایرلند بود. وی همچنین برندهٔ جوایزی همچون نشان حمام شده‌است.